# La Chapelle-Gauthier (Sena e Marne)
La Chapelle-Gauthier é uma comuna francesa localizada na região administrativa da Île-de-France, no departamento Sena e Marne. A comuna possui 927 habitantes segundo o censo de 1990.